# Boroșești, Iași
Boroșești este un sat în comuna Scânteia din județul Iași, Moldova, România.
În locul "La picior-Dealul Leon" este o așezare de epocă Latène cu fragmente de amfore rhodiene, geto-dacice și bastarnice. 

## Obiective turistice
- Biserica de lemn „Nașterea Sf. Ioan Botezătorul” (Sânziene) - construită în 1812 și reconstruită în 1868 pe vechea temelie de către boierul Manolache Costache Epureanu (1823-1880).

1. ↑  N. Zaharia, M. Petrescu-Dambovita, E. Zaharia (1970). Mem. Antiq. II. p. 125, fig 1\18.